# 奥斯汀·米勒
奥斯汀·斯科特·米勒（英語：Austin Scott Miller，1961年5月15日—），美国陆军上将退役，前驻阿富汗美军和坚定支援任务司令。米勒之前担任联合特种作战司令部司令。

## 履历
米勒上将于1961年出生于夏威夷，1983年毕业于西點军校，获得陆军军官委任，兵种为步兵。完成游騎兵学校学习后，米勒在第82空降师第325团3营担任排长，后在第75游騎兵團2营A连任排长。1989年6年，米勒完成了步兵军官高级课程，分配到韩国，在第2步兵师20团5营担任连长，回国后在本宁堡的西半球安全合作研究所特种作战室担任教官。1992年，米勒完成了三角洲特种兵选拔课程，分配布拉格堡，在三角洲部队担任了多个职务，包括中队（营）作战参谋，小队长（连长），教官，中队长（营长），还曾在2005年到2007年担任三角洲特种部队的副队长和队长（团长）。在三角洲，米勒多次参与作战任务，1993年的摩加迪沙之戰中，米勒在加里·哈雷尔中校麾下担任地面部队司令，此役米勒获得铜星勋章。
2008年到2009年，米勒在联合参谋部作战部担任特种作战副主任，2011年9月到2012年8月，担任联合防爆机构主任的特别助理。2012年8月到2013年6月，米勒担任驻五角大楼的美国特种作战司令部特别助理。2013年6月到2014年6月，米勒担任驻阿富汗多国特种作战司令部司令， 9月，米勒担任陆军戰鬥兵中心指揮官。2016年，米勒晋升中将，担任联合特种作战司令部司令。2018年9月2日，米勒晋升上将，担任驻阿富汗美军和坚定支援任务司令。

## 晋衔表
| 军衔 | 日期           |
| ---- | -------------- |
| 上将 | 2018年9月2日   |
| 中将 | 2016年3月17日  |
| 少将 | 2012年6月      |
| 准将 | 2009年6月15日  |
| 上校 | 2004年5月1日   |
| 中校 | 1999年6月1日   |
| 少校 | 1994年12月1日  |
| 上尉 | 1987年5月11日  |
| 中尉 | 1984年11月24日 |
| 少尉 | 1983年5月25日  |